# Rusko-osmanské války

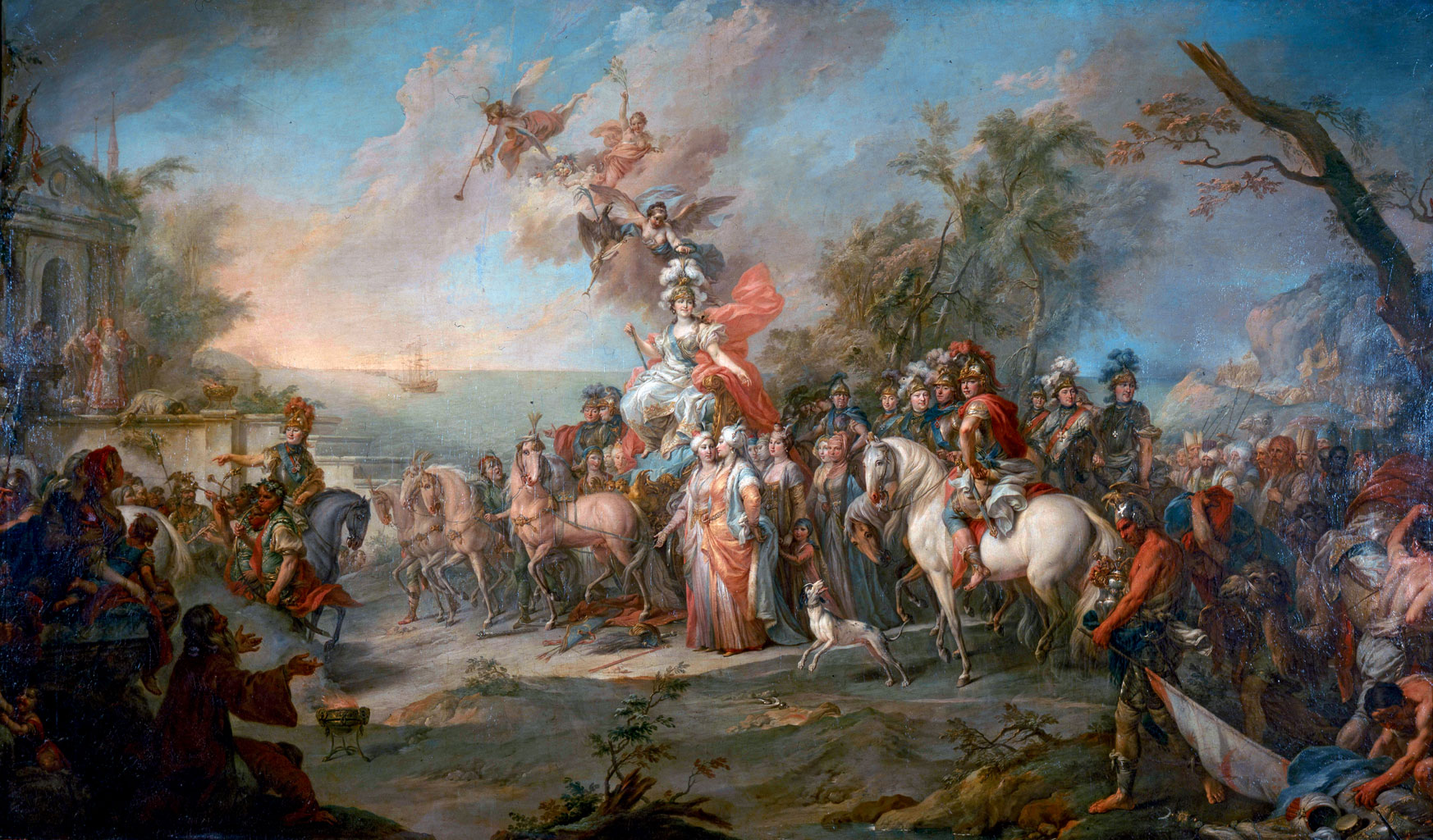
Alegorie vítězství Kateřiny Veliké nad Turky z dílny Stefana Torelliho

Rusko-osmanské války nebo rusko-turecké války byly sérií dvanácti válek mezi Ruským impériem a Osmanskou říší, které proběhly v 16. až 20. století. Jde o jeden z nejdelších vojenských konfliktů v evropské historii. S výjimkou války v letech 1710–11 a krymské války, která je často považována za samostatnou událost, konflikty skončily katastrofálně pro stagnující Osmanskou říši a naopak ukázaly vzestup Ruska jako evropské velmoci po modernizačních snahách Petra I. Velikého.

## První válka (1568–1570)
První konflikt, v osmanských zdrojích označovaný též jako Astrachaňská expedice, vypukl poté, co v roce 1556 dobyl Ivan Hrozný Astrachaňský chanát. V roce 1568 zahájil velký vezír Mehmed Paša Sokolović, reálný vládce Osmanské říše za Selima II., první pokus Astrachaň znovu dobýt. V létě roku 1569 byla vyslána velká síla 20 000 Turků a 50 000 Tatarů, aby obklíčili Astrachaň, zatímco osmanská flotila oblehla Azov. Souběžně byly zahájeny práce na velkém osmanském projektu kanálu, který měl spojit Volhu a Don.
Nicméně velitel posádky Serebrjanyj-Obolenskij útok Osmanů odvrátil a Astrachaň udržel. Na pomoc mu brzy přišla ruská armáda s 30 000 muži. Rozehnala dělníky pracující na kanále. Chránit je měli Tataři, přesto 70% dělníků a vojáků, kteří je měli chránit, na zpáteční cestě zemřelo. Řada z nich se stala obětí útoků Čerkesů (Adygejců). Osmanská flotila byla ve stejnou dobu zničena bouří. Tím vyvrcholila drtivá osmanská porážka, která zahájila pozvolný pád celé říše a předznamenala příští katastrofy.

## Druhá válka (1676–1681)
Poté, co se Osmané v průběhu polsko-turecké války v letech 1672–1676 zmocnili oblasti Podolí, snažili se rozšířit svou vládu nad celou pravobřežní Ukrajinu, a to za pomoci svého vazala, hejtmana Petra Dorošenka. Jeho proturecká politika vyvolala nespokojenost mezi mnoha ukrajinskými kozáky, kteří v roce 1674 zvolili hejtmana levobřežní Ukrajiny Ivana Samoiloviče hejtmanem celé Ukrajiny a Dorošenko tak byl de facto odvolán. Navzdory tomu nadále držel Čyhyryn, tehdejší faktické hlavní město Ukrajiny. Chytře přitom manévroval mezi Moskvou a Varšavou a využíval podporu turecko-tatarské armády. Nakonec ruské a ukrajinské síly Čyhyryn oblehly a donutily Dorošenka, aby se v roce 1676 vzdal. Turecký sultán v reakci jmenoval nového hejtmana pravobřežní Ukrajiny (svého tehdejšího vězně Jiřího Chmelnického) a v červenci 1677 vyslal k Čyhyrynu 45 000 vojáků. Ti však utrpěli katastrofální porážku, při níž zahynula téměř polovina osmanské armády. Krymský chán Selim I. Giraj v důsledku toho přišel o trůn. V červenci 1678 turecká armáda (přibližně 70 000 mužů) vedená osobně Karou Mustafou a krymskotatarská armáda (až 50 000 mužů) oblehla Čyhyryn znovu. Rusko-ukrajinské síly (70 000-80 000 mužů) je sice zahnaly na útěk, ale rozprášit početně silnějšího nepřítele se jim nepodařilo a obléhání tak neskončilo. Neochabujícímu tlaku Rusové nakonec ustoupili a stáhli se za Dněpr. Turci zřídili Chmelnickému državu, kde reálně vládl, nicméně neodvážili se zaútočit na Kyjev. O průlom se v letech 1679–1680 pokoušeli jen krymští Tataři, ale marně. Patová situace vyústila v podpis Bachčisarajské mírové smlouvy, která za rusko-tureckou hranici určila řeku Dněpr.

## Třetí válka (1686–1700)

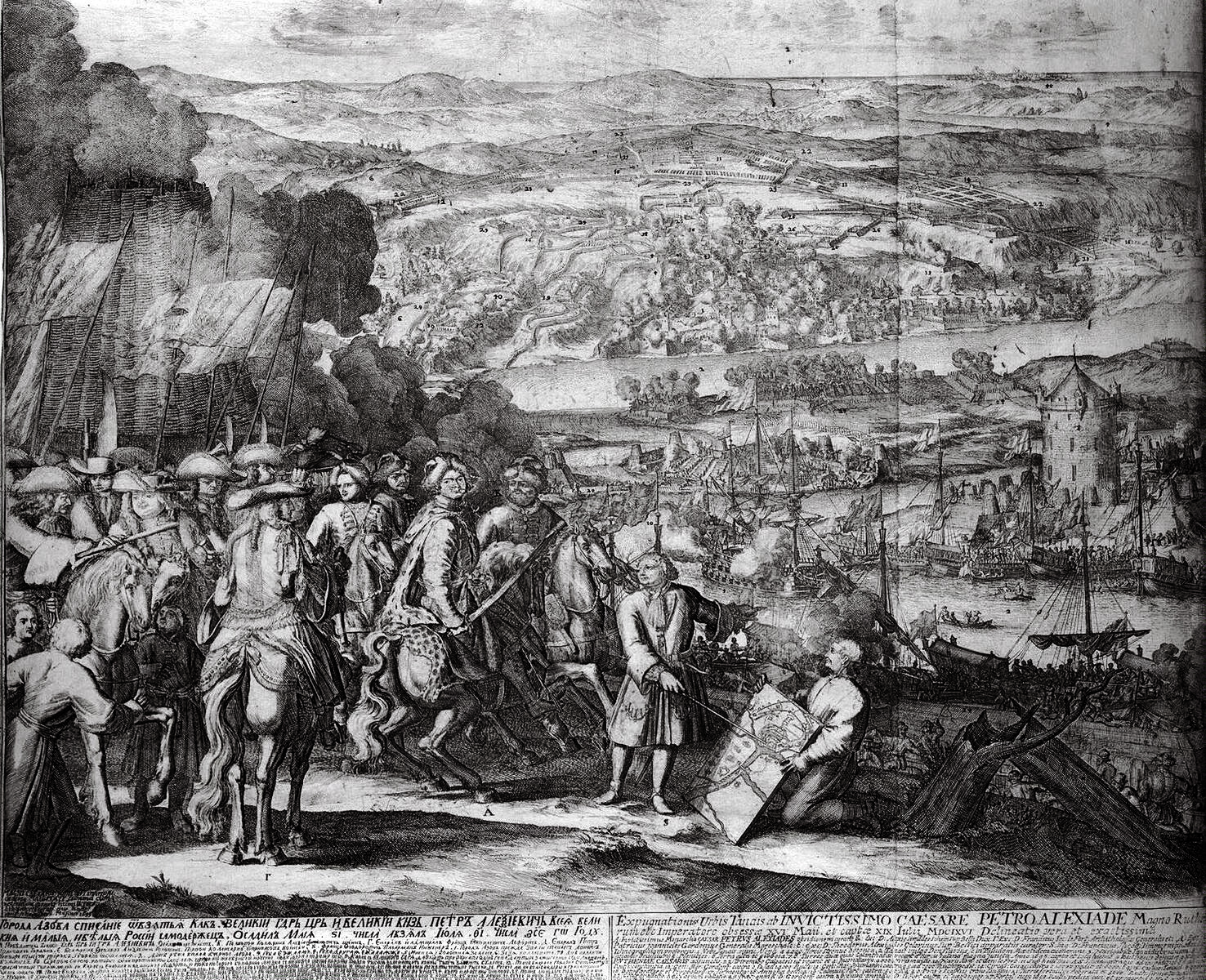
Obsazení Azova jednotkami Petra Velikého v roce 1696

Válka začala poté, co se Ruské carství připojilo k široké evropské protiturecké koalici tvořené Habsburskou monarchií, Polsko–litevskou unií a Benátskou republikou (konflikt je též znám jako Velká turecká válka). Cena, kterou si Rusové stanovili, bylo polsko-litevské uznání ruského nároku na Kyjev a levobřežní Ukrajinu.
Ruské pokusy dobýt Krym v letech 1687 a 1689 byly neúspěšné, ale nakonec se Rusům podařilo v roce 1696 dobýt Azov. Protože car Petr I. Veliký tušil blížící se konflikt se Švédy, nechtěl válku s Turky protahovat. Karlovický mír z roku 1699 byl pro Rusy i tak dosti výhodný. Ponechával jim Azov a dával jim též pevnost Taganrog, Pavlovsk a Mius. Do Konstantinopole též zamířil ruský velvyslanec a byl zajištěn návrat všech válečných zajatců. Car se zavázal, že jeho podřízení, kozáci, nezaútočí na Osmany, sultán zase, že na Rusy nebudou útočit jeho podřízení, krymští Tataři.

## Čtvrtá válka (1710–1711)
Válka byla přímým důsledkem porážky Švédů Ruskou říší v bitvě u Poltavy v létě 1709 (viz Severní válka). Zraněný švédský král Karel XII. se na útěku uchýlil do osmanské pevnosti Bender (Tighina v dnešním Moldavsku). Sultán Ahmed III. odmítl opakované ruské žádosti o Karlovo vydání, což přimělo cara Petra I. Velikého k útoku na Osmanskou říši. Ta zase vyhlásila válku Rusku dne 20. listopadu 1710.
Moldavský kníže Dimitrie Cantemir podepsal s carem Petrem smlouvu, kterou se Moldavsko zavázalo podporovat Rusko v jeho válce proti Osmanům a umožnit ruské armádě umístit posádky do moldavských pevností. Poté, co se rusko-moldavská armáda shromáždila nedaleko moldavského hlavního města Jasy, zahájila 11. července pochod na jih podél řeky Prut se záměrem překročit Dunaj a napadnout Balkánský poloostrov. Rusům se podařilo dobýt Brăilu, ovšem rozhodující událostí války byla čtyřdenní bitva u Stănilești, která začala 18. července 1711. Rusko-moldavské jednotky zde byly obklíčeny a donuceny se vzdát velkému vezírovi Baltacı Mehmetu Pašovi.
V tzv. prutské mírové smlouvě (podepsané skutečně na březích řeky Prut) se Rusové vzdali Azova a zavázali se zbořit Taganrog a několik dalších pevností. Car se rovněž zavázal, že přestane zasahovat do záležitostí Polsko-litevské unie. Karel XII. mohl bezpečně odjet do Švédska. Jediné, v čem car nevyhověl, bylo, že odmítl Turkům vydat Cantemira, s nepravdivou výmluvou, že utekl.

## Pátá válka (1735–1739)
Byla způsobena osmansko-perskou válkou, která trvala od roku 1730 do roku 1735. To byla válka Osmanské říše s perskou dynastií Afšárovců, v jejímž průběhu došlo k nájezdům krymských Tatarů na ruské území. Následná válka mezi Ruskem a Osmanskou říší byla vedena také ve znamení neustálého boje mezi oběma mocnostmi o přístup k Černému moři.
V roce 1737 se do války na ruské straně zapojilo Rakousko, čímž začala Rakousko-turecká válka (1737–1739). Po porážce rakouských vojsk musela Vídeň vrátit Cařihradu území v severním Srbsku a jižním Rumunsku. Carská vojska úspěšně vstoupila do Moldávie, ale bělehradská smlouva, podepsaná 18. září 1739, nepřinesla Rusku téměř nic. Petrohrad se zavázal demilitarizovat Azov a nevysílat své lodě do Černého moře.

## Šestá válka (1768–1774)

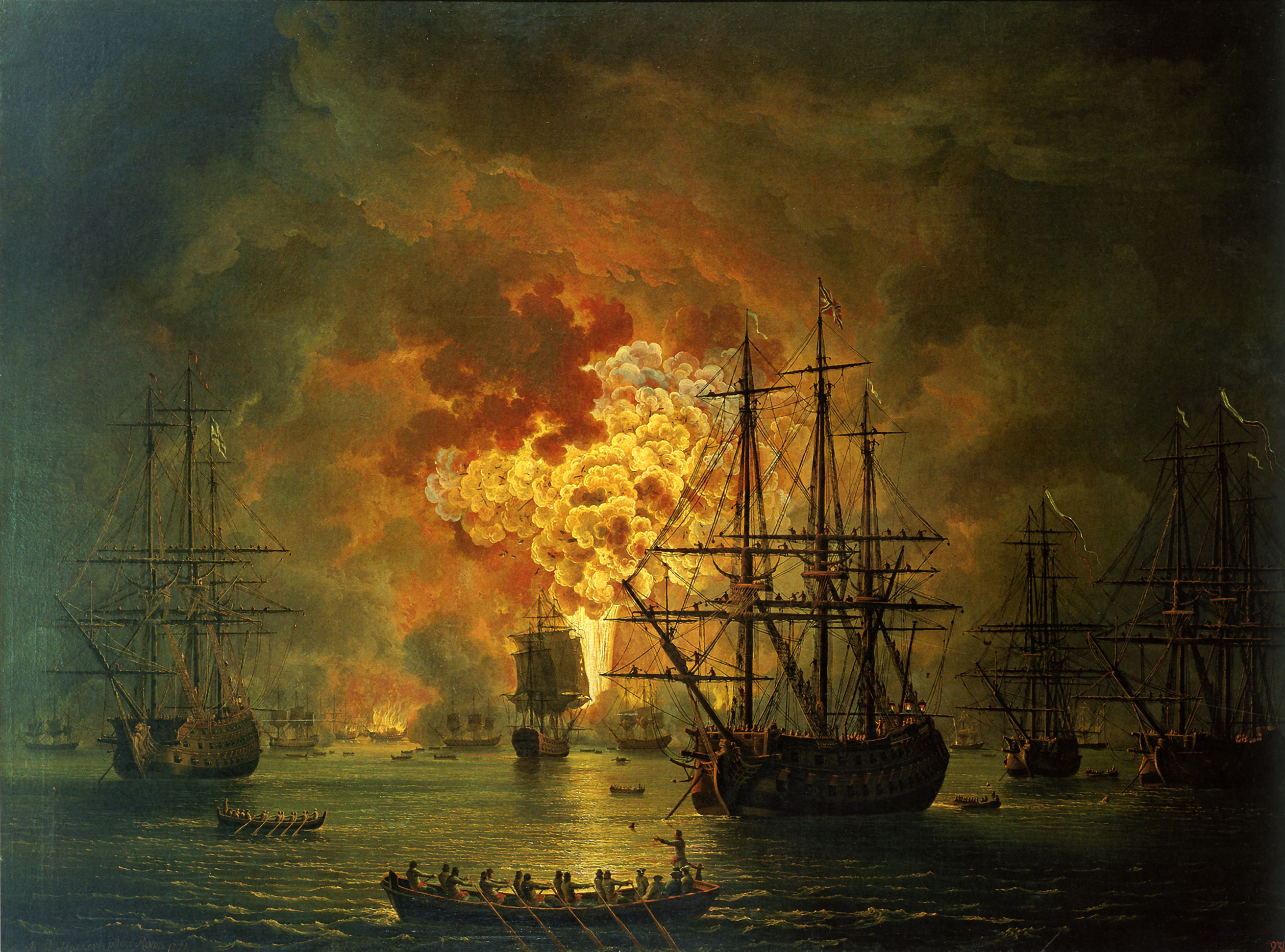
Zničení osmanské flotily v bitvě u ostrova Chios

Válce předcházela složitá mezinárodní situace v Evropě, kdy spolu vedly diplomatické spory Francie a Rusko a probíhala vnitropolitická krize v Polsku. Na základě francouzského popudu a pod požadavkem, aby se Rusko vzdalo svých zásahů do polských záležitostí, vyhlásil osmanský sultán Mustafa III. Rusku válku. Na stranu Turecka se přidaly Krymský chanát a Dubrovnická republika. Kromě toho Turecko vojensky podporovalo polské povstalce. Na straně Ruska vedle pravidelné armády a námořnictva bojovali donští a záporožští kozáci. Ruská vojska dosáhla řady velkých vítězství, když obsadila Azov, dobyla Krym a Besarábii. Roku 1769 podnikli Tataři z Krymského chanátu nájezd na území Nového Srbska, při kterém bylo odvlečeno do otroctví několik tisíc lidí. Během války v roce 1770 vypuklo protiturecké povstání Řeků na Peloponésu a v roce 1771 v Egyptě a Sýrii.
Ruská armáda pod Rumjancevovým a Suvorovovým vedením prošla Moldávií a porazila Turky v Bulharsku. Postupně zvítězila v bitvě u Largy, u Kahulu a u Kozludži. Ruské středomořské loďstvo pod Orlovovým a Spiridovovým vedením triumfovalo nad tureckým námořnictvem v bitvě u ostrova Chios.
Výsledkem války bylo vítězství Ruska, jeho definitivní zajištění přístupu k Černému moři, územní zisky na severním Kavkaze a protektorát nad Krymským chanátem. Mírová smlouva podepsaná 21. července 1774 potvrdila Rusku obrovské územní zisky – celé severní pobřeží Černého moře od Azova po Dněpr a Jižní Bug. Rusko bylo prohlášeno „ochráncem křesťanů na Balkáně“. Turecko také uznalo ruskou suverenitu nad Kabardou.

## Sedmá válka (1787–1792)

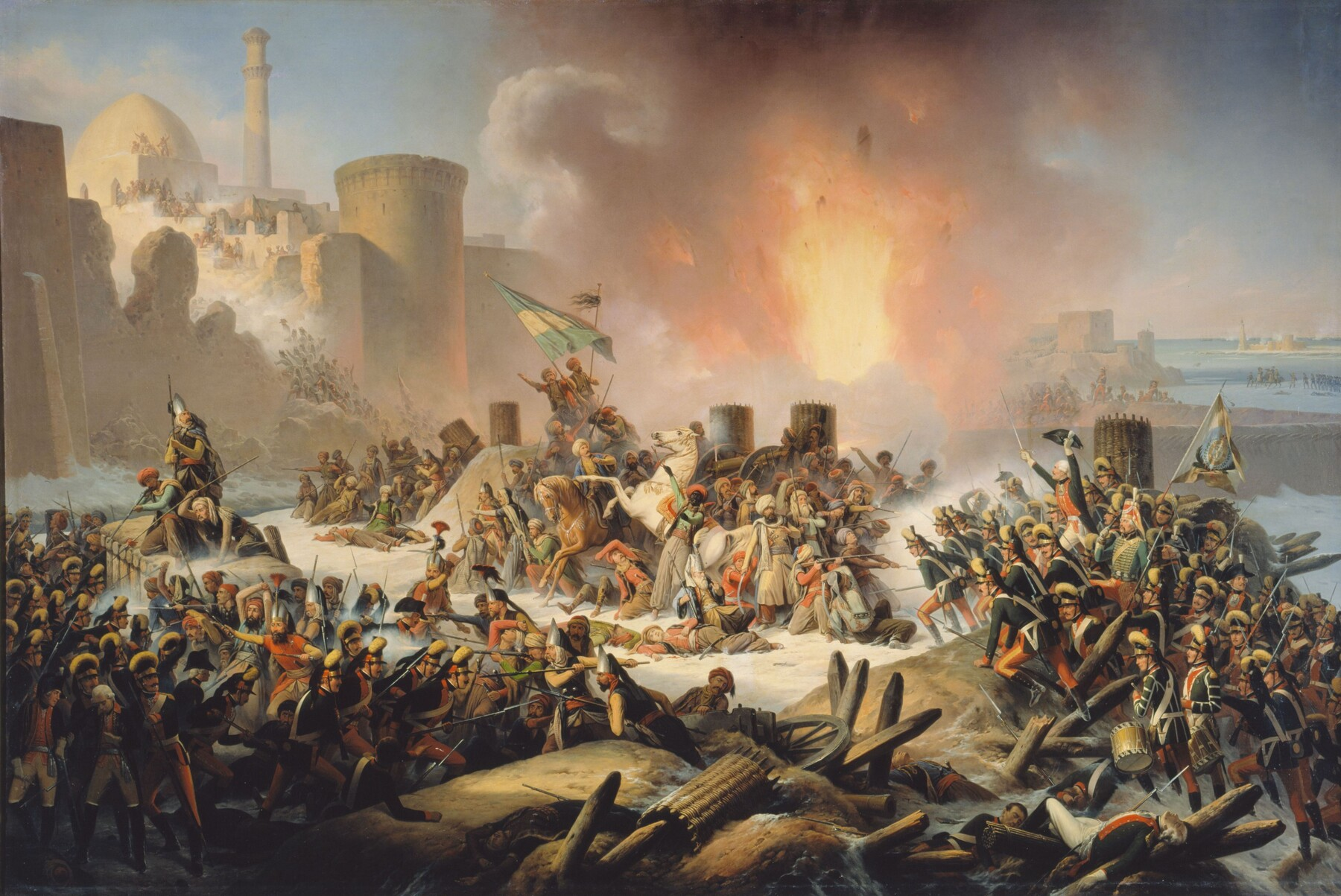
Bitva o Očakivu

V roce 1786 předvedla ruská carevna Kateřina Veliká s císařem Josefem II. demonstraci síly proti Turecku, když se setkali na obsazeném Krymu. Turecko tuto událost vzalo jako nehorázné porušení smlouvy z Küçük Kaynarca a s diplomatickou podporou Francie a Velké Británie v srpnu 1787 vyhlásilo Rusku válku. V únoru 1788 přišlo na pomoc Kateřině II. Rakousko. V roce 1789 turecká armáda obsadila Banát, zatímco Rusové napadli Moldavsko. Polní maršál Pjotr Rumjancev získal Jasy a Chotyn. V zimě Rusové vedení Grigorijem Potěmkinem vedli zdlouhavé obležení Očakivu, které vyvrcholilo masakrem obránců. Po zprávě o porážce zemřel sultán Abdulhamid I. Rusové porazili turecká vojska s pevnostmi Bendery a Akerman, rakouský polní maršál Ernst Gideon von Laudon získal Bělehrad. V roce 1790 byla turecká pevnost Izmail dobyta pod vedením Alexandra Suvorova. Ruský Admirál Fjodor Ušakov porazil tureckou flotilu v sérii bitev: u Fidonisi, Tendry, Kerčského průlivu a v blízkosti mysu Kaliakra. Rusové obsadili i důležitý černomořský přístav Anapa. Turci se nedočkali očekávané pomoci od Pruska, se kterým 31. ledna 1790 uzavřeli smlouvu namířenou proti Rusku a Rakousku.
Mladý sultán Selim III. byl nucen 9. ledna 1792 podepsat mír v Jasech, na jehož základě Rusku zůstal Krym a ještě připadl Jedisan. Turecko-ruskou hranicí se stala řeka Dněstr.

## Osmá válka (1806–1812)
Válka vypukla v souvislosti s Napoleonskými válkami. Osmanská říše, která předtím od Ruska utrpěla několik ponižujících porážek, se teď cítila povzbuzena rusko-rakouskou porážkou v bitvě u Slavkova. Chtěla také snížit náklonnost Hospodarů (vládců) ve svých vazalských oblastech v Moldávii a Valašsku. Současně její francouzští spojenci obsadili Dalmácii a hrozilo, že budou využívat obě dunajská knížectví jako tranzitní oblasti do Ruska. Aby Rusové zabránili takovému vývoji, obsadila ruská armáda 40 % území Moldávie a Valašska. Sultán reagoval blokádou úžiny Dardanely pro ruské lodě a vyhlásil Rusku válku.
Velká část ruské armády byla vázána na západních hranicích proti případné francouzské invazi. Přesto polní maršál Michail Illarionovič Kutuzov získal pro Rusko Besarábii Bukurešťskou smlouvou z 28. května 1812.

## Devátá válka (1828–1829)
Válku způsobil boj evropských mocností (Velké Británie, Francie a Ruska) o rozdělení Osmanské říše, která v té době zažívala prudkou vnitřní krizi způsobenou zejména národně osvobozeneckou válkou řeckého národa (1821–1829). Velká Británie a Francie se obávaly nárůstu ruského vlivu na Balkáně (Řekové se o pomoc obrátili na Rusko), a proto v roce 1827 poslaly vojska na pomoc řeckým povstalcům společně s Ruskem. Po společné účasti v bitvě u Navarina (1827) se rozpory mezi spojenci zintenzivnily. Válka mezi Rusy a Turky vypukla poté, co sultán ruským lodím uzavřel Dardanely a v odplatě za ruskou účast v bitvě u Navarina vypověděl akkermanskou úmluvu. Rusko poslalo přes 95 tisíc vojáků s úkolem obsadit Moldávii, Valašsko a Dobrudžu a dále obsadit města Šumen a Varna.

## Krymská válka (1853–1856)

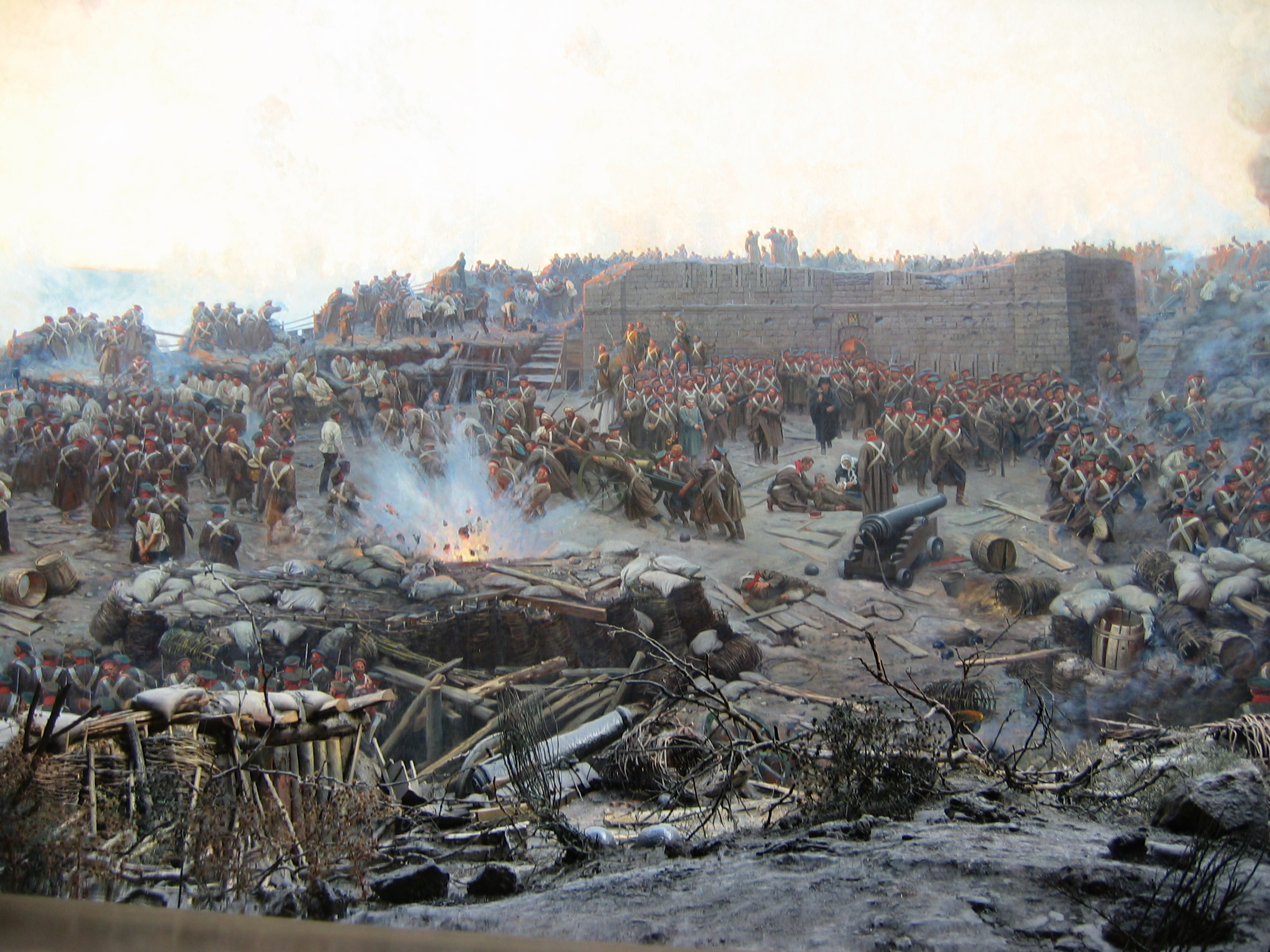
Obrana Sevastopolu

V roce 1850 sultán Abdülmecid I. předal do rukou Francouzů správu křesťanských chrámů v Jeruzalémě. Protože byla tato funkce od nepaměti přidělována pravoslavným Rusům, byl tím car Mikuláš I. nanejvýš pobouřen. Šlo o dlouhodobější osmanskou strategii poštvat proti sobě Rusko a západní evropské mocnosti. Carská vojska vtrhla do Valašského a Moldavského knížectví, která byla v té době osmanskými vazaly. 4. října 1853 vyslal sultán do Valašska a Moldavska svá vojska, která byla ruskými šiky odražena. Dosáhla sice vítězství u města Olteniţa a i přes počáteční neúspěchy dobyla přístavní město Silistra, ale nepodařilo se jim znovu získat Rusy obsazené valašské město Cetate. 30. listopadu navíc ruská válečná flotila napadla černomořský přístav Sinop a ve snadném boji ho vyrvala z rukou Turků. Ač to car Mikuláš I. považoval za svůj velký válečný úspěch, právě dobytí Sinopu mu nakonec zlomilo vaz. Abdülmecid I. kvůli přímému ohrožení Istanbulu požádal francouzského císaře a britského premiéra o pomoc. Oba mu vyhověli, neboť představa, že by už tak velké Rusko bylo rozšířeno o území rozpadající se Osmanské říše, se západoevropským velmocem nezamlouvala. Navíc se k protiruské koalici brzy připojilo i Rakousko a Sardinie. Hlavní boje byly svedeny v Oděse a na Krymu.
Po francouzsko-britském vylodění na Krymu car nařídil ustoupit vojskům z podunajských knížectví, která tak padla v nastalém zmatku do rukou Rakušanů. Velitelem obrany Krymu byl jmenován kníže Menšikov, který tak dostal šanci napravit si pověst po fiasku v Istanbulu. V prvním suchozemském střetu na Krymu, ke kterému došlo 8. září 1854 na řece Almě, však ztratil Menšikov téměř 6 000 mužů z původních 33 000. 18. října francouzsko-britská koalice oblehla ruské opevněné přístavní město Sevastopol. Město bylo po celé dny vystaveno hrozivé palbě nepřátelských děl. Snaha o prolomení obléhání vedla 25. října k bitvě u Balaklavy, která – na rozdíl od následující bitvy u Inkermanu z 5. listopadu – skončila nerozhodně. U Inkermanu byli Rusové, které opět vedl kníže Menšikov, drtivě poraženi. Sevastopol kapituloval 9. září 1855. Kapitulaci předcházela bitva na řece Čorna a spojenecký útok na pevnůstku Malakoff, kde koalice dosáhla definitivního vítězství.
Pařížskou mírovou smlouvu již podepisoval nástupce Mikuláše I. (který roku 1855 zemřel) Alexandr II. Rusové se v ní vzdali Karsu a Budžaku, které připadly Osmanské říši a Moldávii. Anglie, Francie, Sardinie a Osmanská říše opustily všechna ruská města a přístavy (Sevastopol, Balaklava, Kamiš, Jevpatorija). Ruský car a sultán museli uznat neutralitu Černého moře.

## Jedenáctá válka (1877–1878)
Byla vyústěním Velké východní krize, která se skládala z dalších konfliktů a povstání, jako bylo hercegovské povstání, dubnové povstání, srbsko-turecká válka či razložsko-kresenské povstání, a i konferencí a mírových dohod jako byla Cařihradská konference, Londýnská konference či Berlínský kongres. Na straně Ruska se do války zapojilo Rumunsko, Srbsko, Černá Hora a bulharští opolčenci. Osmanské Turky nepřímo podporovali hlavně Britové. Válka skončila ruským vítězstvím, uzavřením předběžného míru v San Stefanu, kterým bylo vytvořeno Bulharsko, jehož hranice a suverenita však byly drasticky omezeny nátlakem velmocí během Berlínského kongresu.

## První světová válka (1914–1918)

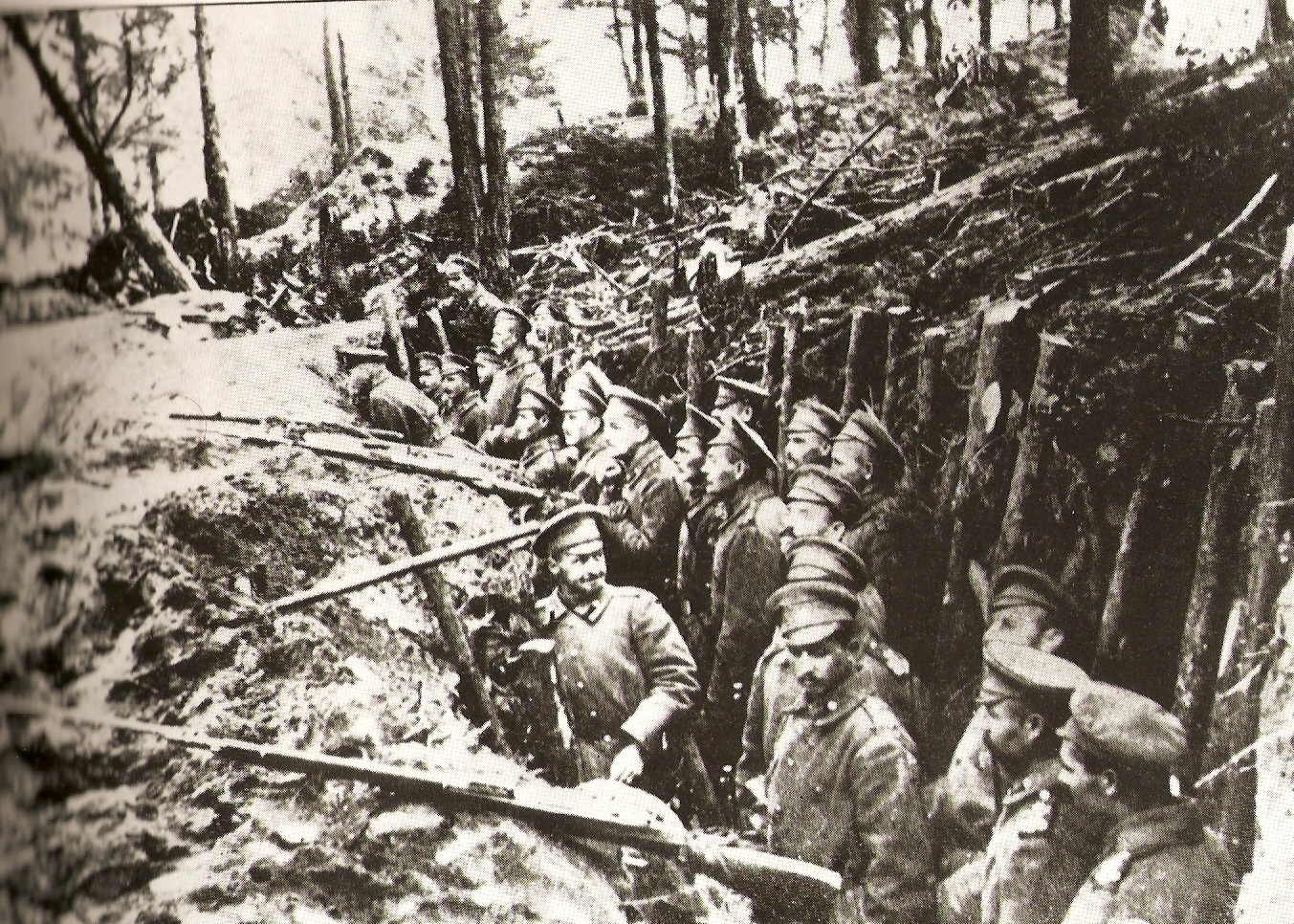
Ruské jednotky v bitvě u Sarikamiše

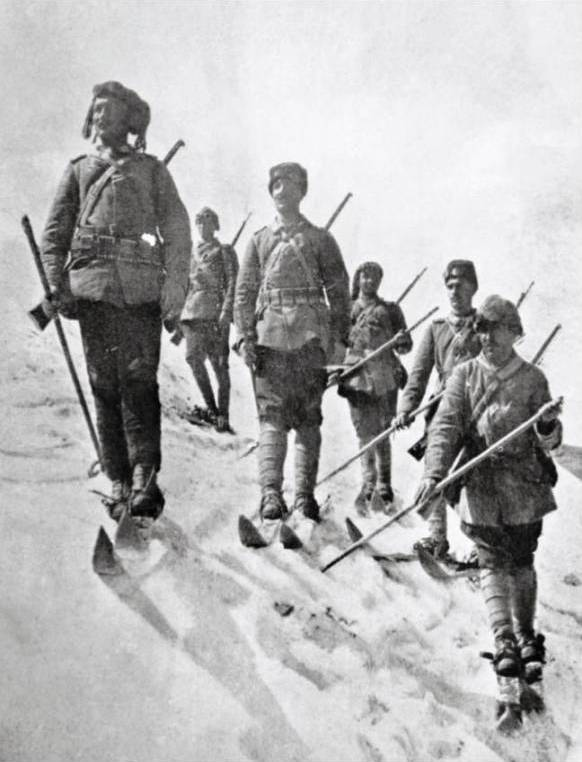
Osmanské jednotky v bitvě u Sarikamiše

Rozsáhlý světový konflikt proti sobě postavil i staré nepřátele Rusko a Osmanskou říši. Po vypuknutí první světové války se jak Dohoda tak Ústřední mocnosti snažily Osmany získat na svou stranu. Díky vlivu ministra války İsmaila Envera orientujícího se na Německé císařství se Osmanská říše nakonec rozhodla spojit proti Dohodě s Centrálními mocnostmi. V srpnu se německé křižníky SMS Breslau a SMS Goeben pronásledované britským námořnictvem ukryly v průlivu Dardanely, načež pod osmanskou vlajkou vpluly do Černého moře. Spolu s osmanským námořnictvem pak křižníky 29. října 1914 napadly ruské černomořské přístavy Sevastopol, Feodosiji a Oděsu. Rusko na útok zareagovalo 1. listopadu vyhlášením války Osmanské říši. Hlavní fronta se otevřela na Kavkaze mezi Černým mořem a Urmijským jezerem. Enver Paša doufal, že Rusové do oblasti jen těžko přemístí své jednotky, protože hlavní ruské síly byly vázány na východní frontě, kde Rusové bojovali proti Německu a Rakousko-Uhersku. Po selhání ruského útoku vedeného v listopadu generálem Berchmanem začala osmanská 3. armáda soustředěná v Erzurumu postupovat na ruské území. Před 150 000 muži 3. osmanské armády se početně slabší jednotky ruské kavkazské armády generála Voroncova-Daškova čítající přibližně 100 000 vojáků začaly stahovat ke Karsu. Jihozápadně od Karsu se však Rusům pod velením generálů Mišlajevského a Judeniče podařilo na přelomu prosince 1914 a ledna 1915 osmanskou 3. armádu porazit v bitvě u Sarikamiše. Osmanské jednotky byly s velkými ztrátami donuceny k ústupu, načež desítky tisíc vojáků Envera Paši dezertovalo, zemřelo hladem či v důsledku velkých mrazů. Z katastrofálního zimního tažení se vrátilo pouze 18 000 tureckých vojáků. Ruská snaha o protiútok, která by přes Kars směřovala k hornímu toku Tigridu, však ztroskotala na nedostatečném počtu vojáků, načež se pohyb fronty zastavil a došlo k zákopovým bojům.
Rusům se podařilo znovu uskutečnit průlom na kavkazské frontě až na začátku roku 1916. Judeničova armáda v únoru dobyla Erzurum, načež postoupila k Černému moři a v dubnu obsadila přístav Trabzon. Pokus o osmanský protiútok byl zastaven a Rusové v červenci zvítězili v bitvě o Erzincan. Po neúspěšných snahách o průlom se poté fronta opět ustálila, načež jakékoliv operace znemožnila nastupující zima. V roce 1917 již byly obě strany válkou příliš vyčerpané a rozkládající se ruská i demoralizovaná osmanská armáda nebyly schopné uskutečnit průlom či rozsáhlejší ofenzívu.
V Rusku se moci chopili bolševici s cílem dosáhnout míru za každou cenu. Turci se pokusili toho využít a znovu postoupit na území ztracená během války. Do osmanské ofenzívy směrem na Kavkaz se po přeskupení 2. a 3. armády mohlo pod velením Vehipa Paši zapojit až 50 000 mužů a 160 děl. V oblasti se proti osmanskému postupu stavěli především Arméni, kterým ustupující ruská armáda předala pozice i výzbroj. Podpisem brestlitevského míru se bolševici zavázali Osmanům odstoupit nejen území obsazená během války, ale i území okolo měst Kars, Ardahan a Batumi. Stahování ruských sil předznamenalo nový postup Osmanů do Zakavkazska. Konec války nápor sice oslabil, ale když se po kemalistickém povstání dostal k moci v Turecku Mustafa Kemal Atatürk, obnovil nápor proti Kavkazu a obsadil většinu Arménie. Mezitím již však ruští bolševici konsolidovali moc a začali se vracet k velmocenské politice. Důsledkem byla anexe kavkazských republik, často reálně vítaná místními jako jediná možnost ochrany před znovu rozpínavým Tureckem. Poměry a vzájemné hranice mezi Tureckem a Sovětským svazem upravila Karská smlouva podepsaná 13. října 1921.